# Volcán Alcedo
Volcán Alcedo es uno de los seis volcanes de escudo coalescentes que forman la isla Isabela en las islas Galápagos, Ecuador. Su nombre hace honor al geógrafo Antonio de Alcedo, que desarrolló sus estudios durante la ilustración en la Real Audiencia de Quito. La ubicación remota del volcán ha significado que incluso la más reciente erupción en 1993 no se registró hasta dos años después.

## Características
El Volcán Alcedo es uno de los siete volcanes escudo occidentales de Galápagos y es el único volcán activo de Galápagos conocido por haber hecho erupción tanto de riolita como de basalto. El volcán se eleva 4 km sobre el fondo marino y tiene un volumen subaéreo de 200 km³, casi todo de basalto. A medida que el Volcán Alcedo creció, construyó un escudo domal alargado, que fue parcialmente truncado durante repetidos episodios de colapso de caldera y relleno parcial.
Una secuencia de flujos de basalto con inclinación hacia afuera de al menos 250 m de espesor forma los flancos más empinados (hasta 33°) del volcán y no está inclinada; por lo tanto, se favorece un origen constructivo para los flancos superiores empinados. Aproximadamente 1 km³ de riolita hizo erupción tardíamente en la historia del volcán desde al menos tres respiraderos y en 2-5 episodios. El más explosivo de estos produjo una capa de tefra que cubre la mitad oriental del volcán. La pómez riolítica homogénea está cubierta por pómez mezclada de dacita-riolita, sin ruptura estratigráfica. La tefra es notable por su baja densidad y granulometría gruesa.
La altura calculada de la columna de erupción es de 23-30 km, y la intensidad se estima en 1.2x10⁸ kg/s. Las lavas riolíticas emitidas desde el fondo de la caldera y desde fisuras a lo largo del borde cubren la tefra de la fase pliniana. La edad de las erupciones riolíticas es < 120 ka, según las edades de K-Ar. Entre diez y veinte flujos de lava basáltica son más jóvenes que las riolitas. Fallas recientes resultaron en un foso alrededor de parte del suelo de la caldera. Alcedo hizo erupción más recientemente en algún momento entre 1946 y 1960 desde su flanco sur. Alcedo mantiene un sistema hidrotermal activo y transitorio. La actividad acústica y sísmica en 1991 se atribuye a la interrupción del sistema hidrotermal.
El volcán tiene el mayor número de tortugas silvestres de cualquiera de los volcanes en las islas Galápagos, a pesar de su diversidad genética se encuentra entre los más bajos de cualquiera de las razas en el archipiélago. El hábitat de las tortugas fue amenazada cuando las cabras salvajes cruzaron desde el sur de la isla Isabela, en la década de 1970 y luego se reprodujeron rápidamente.